# 欢乐湖
欢乐湖（)是月球雪陆区(Terra Nivium)的一个小月海，其地形崎岖、边界较为模糊。它的月面坐标为16°12′N 12°36′E / 16.2°N 12.6°E，直径113公里。其名称由国际天文学联合会在1976年确定。
该月湖北面及西北是海摩斯山脉(Montes Haemus)和澄海(Mare Serenitatis)、东南方为冬湖(Lacus Hiemalis)、南面是柔湖(Lacus Lenitatis)，西侧则是忧伤湖(Lacus Doloris)。

## 参引资料
1. ↑  . 天文学名词. 中国科学院国家天文台.   [2024-08-17]. （原始内容存档于2024-08-17） （中文（简体））.
2. ↑  数字化月球轨道器拍摄的月球地图图片集,月球与行星研究所月球轨道器4号注释的第'097 h2"图像 （页面存档备份，存于）, based on Bowker and Hughes (NASA SP-206)
3. ↑  . International Astronomical Union (IAU) Working Group for Planetary System Nomenclature (WGPSN).   [2010-08-09]. （原始内容存档于2012-05-05）.